# Austin (Indiana)
Austin es una ciudad ubicada en el condado de Scott en el estado estadounidense de Indiana. En el Censo de 2010 tenía una población de 4295 habitantes y una densidad poblacional de 643,5 personas por km².

## Geografía
Austin se encuentra ubicada en las coordenadas 38°44′30″N 85°48′43″O / 38.74167, -85.81194. Según la Oficina del Censo de los Estados Unidos, Austin tiene una superficie total de 6.67 km², de la cual 6.67 km² corresponden a tierra firme y (0%) 0 km² es agua.

## Demografía
Según el censo de 2010, había 4295 personas residiendo en Austin. La densidad de población era de 643,5 hab./km². De los 4295 habitantes, Austin estaba compuesto por el 97.14% blancos, el 0.33% eran afroamericanos, el 0.33% eran amerindios, el 0.23% eran asiáticos, el 0.05% eran isleños del Pacífico, el 0.72% eran de otras razas y el 1.21% pertenecían a dos o más razas. Del total de la población el 2.07% eran hispanos o latinos de cualquier raza.